# Barbus iturii
Barbus iturii és una espècie de peix cipriniforme de la família dels ciprínids.

## Morfologia
Els mascles poden assolir els 36,5 cm de longitud total.

## Distribució geogràfica
Es troba al riu Congo.